# Ole Andreas Lindeman
Ole Andreas Lindeman (født 17. januar 1769 i Øye i Surendalen, død 26. februar 1857 i Trondhjem) var en norsk organist, far til Fredrik Christian och Ludvig Mathias Lindeman.
Lindeman røbede tidlig musikalske anlæg, men bestemtes for studier og kom til Trondhjems Latinskole, hvorfra han dimitteredes til Københavns Universitet. Her studerede han lovkyndighed og fik ansættelse som kopist i Rentekammeret. Imidlertid var han begyndt at studere musik med kapelmester Wernicke og gjorde under denne dygtige lærer slige fremskridt, at han efter dennes indtrængende råd helt ofrede sig for musikken. I København optrådte han oftere, især med koncerter af Mozart, og spillede tillige nogle gange ved hoffet. I 1793 lod han sig høre i Kristiania, og 1802 udnævntes han til organist ved Vor Frue Kirke i Trondhjem, hvor han virkede til sin død. Han var en udmærket teoretiker og har efterladt sig flere værker i manuskript, hvoriblandt en klaverkoncert. 1838 udgav han på offentlig foranstaltning en koralbog, der blev autoriseret af Kirkedepartementet.